# Портрет художника в юности
«Портрет художника в юности» (англ. A Portrait of the Artist as a Young Man) — первый и отчасти автобиографический роман ирландского писателя Джеймса Джойса. Роман был написан в 1907—1914 годах. В нём отражены годы становления будущего героя романа «Улисс» Стивена Дедала. Имя героя является ссылкой на древнегреческий миф о мастере Дедале, создавшем искусственную пару крыльев. Кроме того, Стивен Дедал в романе является альтер эго Джойса.
В романе Джойс отслеживает интеллектуальное и религиозно-философское становление своего персонажа, который подвергает сомнению безоговорочную истинность католических постулатов и устройство современного ему ирландского общества.
«Портрет художника в юности» является переработкой ранней рукописи Джойса «Стивен Герой», в которой автор разочаровался в 1905 году. Многие части остались не изменёнными, в то же время характер повествования кардинально отличается от ранней рукописи. Черновой вариант рукописи «Стивен Герой» был издан после смерти Джойса в 1944 году.